# لنفیر کلایدوگو
لنفیر کلایدوگو (به انگلیسی: Llanfair Clydogau) یک منطقهٔ مسکونی در بریتانیا است که در کردیگیون واقع شده‌است.